# Persio Caracci
Persio Caracci (Guastalla, 10 luglio 1594 – 27 agosto 1675) è stato un vescovo cattolico e poeta italiano.

## Biografia
Nato nel 1594 nella nobile famiglia Caracci, venne nominato vescovo di Larino nel 1631.
Al vescovo si deve la ricostruzione, tra il 1639 e il 1642, in Larino del seminario e del palazzo episcopale; convocò per ben sette volte il sinodo diocesano; ristrutturò il sacello di san Pardo nella cattedrale. Rinunciò al vescovato nel 1656, spostandosi ad abitare a Roma, dove ricoprì l'incarico di vicario della Basilica di San Giovanni in Laterano.
Morì nel 1675.